# ウィリアム・ハミルトン (庶民院議員)
ウィリアム・ハミルトン卿（英語: Lord William Hamilton、1706年ごろ – 1734年7月11日）は、グレートブリテン王国の政治家。第4代ハミルトン公爵ジェームズ・ハミルトンの次男で、1734年に庶民院議員に当選したが、わずか2か月後に死去した。

## 生涯
第4代ハミルトン公爵ジェームズ・ハミルトンと2人目の妻エリザベス（Elizabeth、旧姓ジェラード（Gerard）、1682年ごろ – 1744年2月13日、第5代ジェラード男爵ディグビー・ジェラードの娘）の次男として、1706年ごろに生まれた。
1726年に乗馬連隊隊長への就任が噂されたが、実現しなかった。『英国議会史』によれば、ジョージ2世により寝室侍従に任命されたが、ジェームズ老僭王との文通を続け、侍従としての職務を全うしなかったため1733年に罷免された。一方、ロバート・オーランド・バックホルツ（Robert Orland Bucholz）による宮廷職員リストではハミルトンの名前はなかった。
1734年イギリス総選挙でラナークシャー選挙区から出馬して、無投票で当選した。しかし、そのわずか2か月後の1734年7月11日にペル・メルで死去した。

## 家族

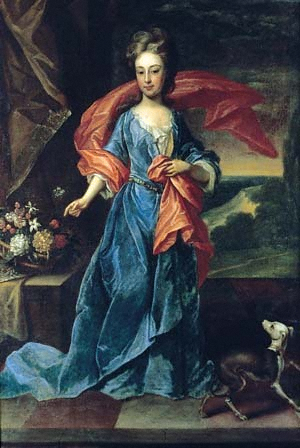
ウィリアム・ハミルトン卿の妻フランシス。

1733年4月30日、フランシス・ホーズ（1788年3月31日没、フランシス・ホーズの一人娘）と結婚したが、2人の間に子供はいなかった。フランシスは美貌と快活さで知られたが、父が南海会社の理事であり、南海泡沫事件により1721年に4万ポンドの財産を没収された。そのため、この結婚はハミルトンの兄にあたる第5代ハミルトン公爵ジェームズ・ハミルトンに知らせずに行われた。